# ویوندی
ویوِندی (به فرانسوی: Vivendi) شرکت هلدینگ فرانسوی چندملیتی است، که در زمینه رسانه‌های گروهی و مخابرات فعالیت می‌کند. دفتر مرکزی این شرکت در شهر پاریس، فرانسه قرار دارد.
شرکت ویوندی یک شرکت خوشه‌ای (چندصنعتی) است، که دامنه گسترده‌ای از خدمات را ارائه می‌کند. فعالیت‌های شرکت ویوندی در زمینه ارائه خدمات تلویزیون، موسیقی و فیلم، انتشارات، مخابرات، اینترنت و بازی‌های رایانه‌ای متمرکز می‌باشد.
این شرکت در سال ۱۸۵۳ تأسیس شد و از سال ۱۹۹۸ با نام ویوندی فعالیت می‌کند. بخشی از سهام شرکت ویوندی در بازار بورس یورونکست پاریس معامله می‌شود. این شرکت جزئی از شاخص کاک ۴۰ است.